# Los Ángeles, Santa Cruz Xoxocotlán
Los Ángeles är en ort i Mexiko.   Den ligger i kommunen Santa Cruz Xoxocotlán och delstaten Oaxaca, i den sydöstra delen av landet, 400 km sydost om huvudstaden Mexico City. Los Ángeles ligger 1 606 meter över havet och antalet invånare är 344.
Terrängen runt Los Ángeles är kuperad norrut, men söderut är den platt. Runt Los Ángeles är det tätbefolkat, med 570 invånare per kvadratkilometer. Närmaste större samhälle är Oaxaca de Juárez, 4,5 km nordost om Los Ángeles. I omgivningarna runt Los Ángeles växer huvudsakligen savannskog.